# بخش مدیسون (شهرستان هنکوک، اوهایو)
بخش مدیسون (به انگلیسی: Madison Township) یک منطقهٔ مسکونی در ایالات متحده آمریکا است که در شهرستان هنکاک، اوهایو واقع شده‌است.
 بخش مدیسون ۵۹٫۴۲ کیلومتر مربع مساحت و ۸۴۴ نفر جمعیت دارد و ۲۶۷ متر بالاتر از سطح دریا واقع شده‌است.